# Iberis sempervirens
	Іберійка вічнозелена (Iberis sempervirens) — рослина з роду іберійка (Iberis) родини капустяні.

## Назва
В англійській мові поширена назва пучок цукерок (англ. candytuft).

## Будова
Цей напівчагарник досягає до 30 см заввишки і 40 см завширшки. Використовують як декоративну рослину. Листя блискуче, вічнозелене, темно-зеленого кольору. Квіти ароматні, чисто білі, квітнуть з пізньої весни до середини літа. Полюбляє сонце. лат. sempervirens — «завжди зелений».

## Поширення та середовище існування
Зростає у Південній Європі та Малій Азії. 

## Практичне використання
Декоративна рослина. Має культурні сорти.

## Галерея

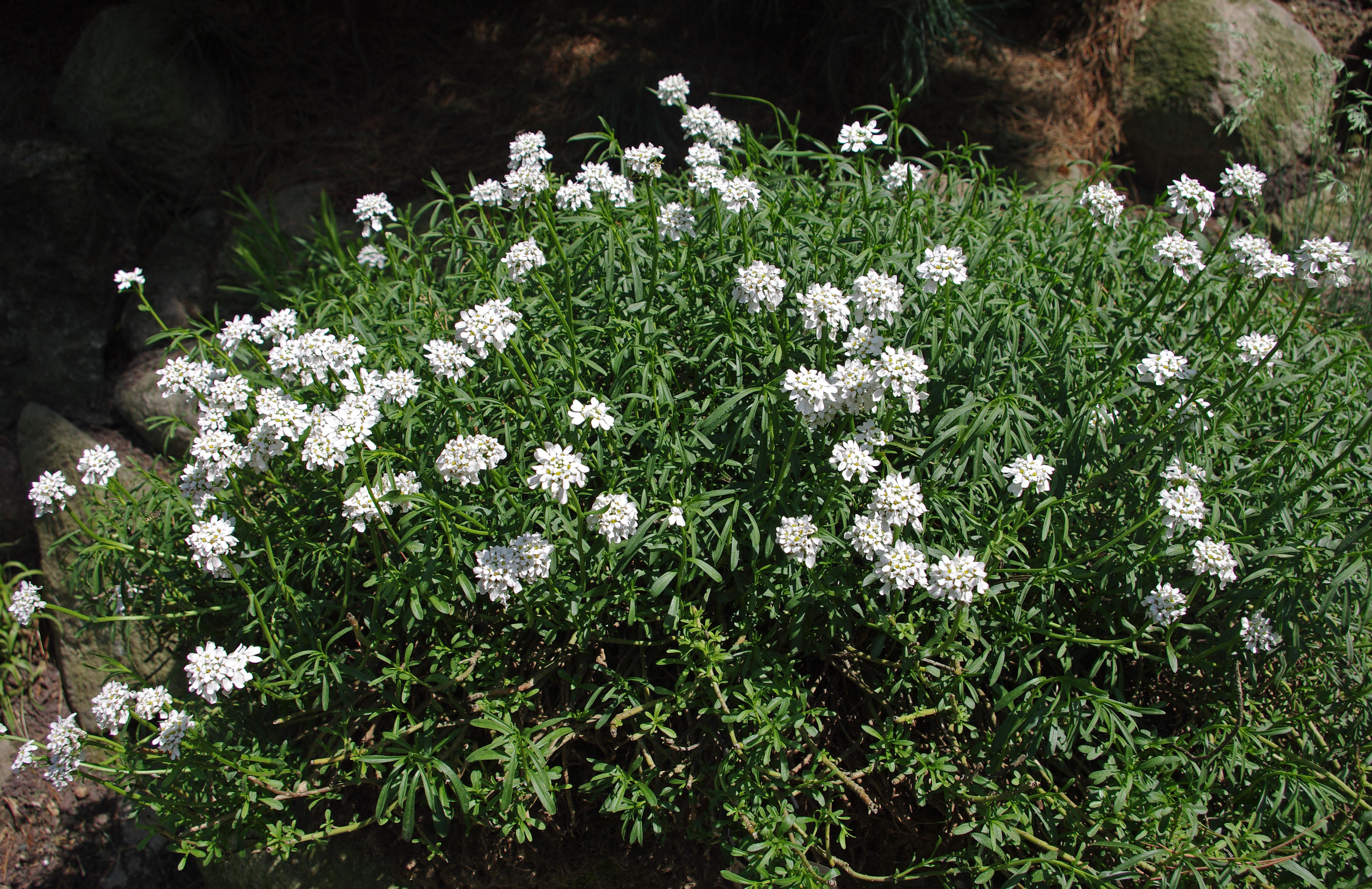
Загальний вид рослини
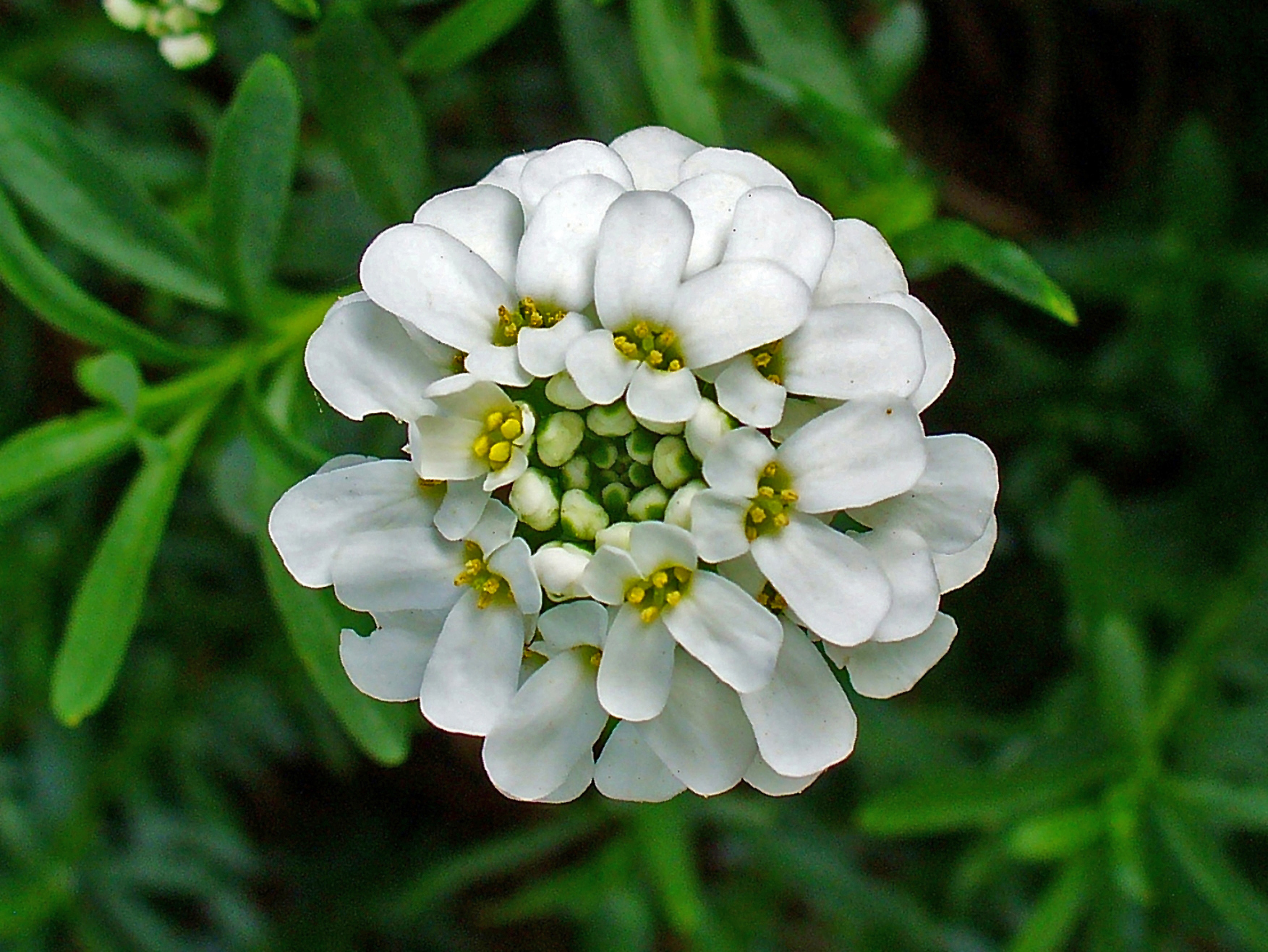
Суцвіття
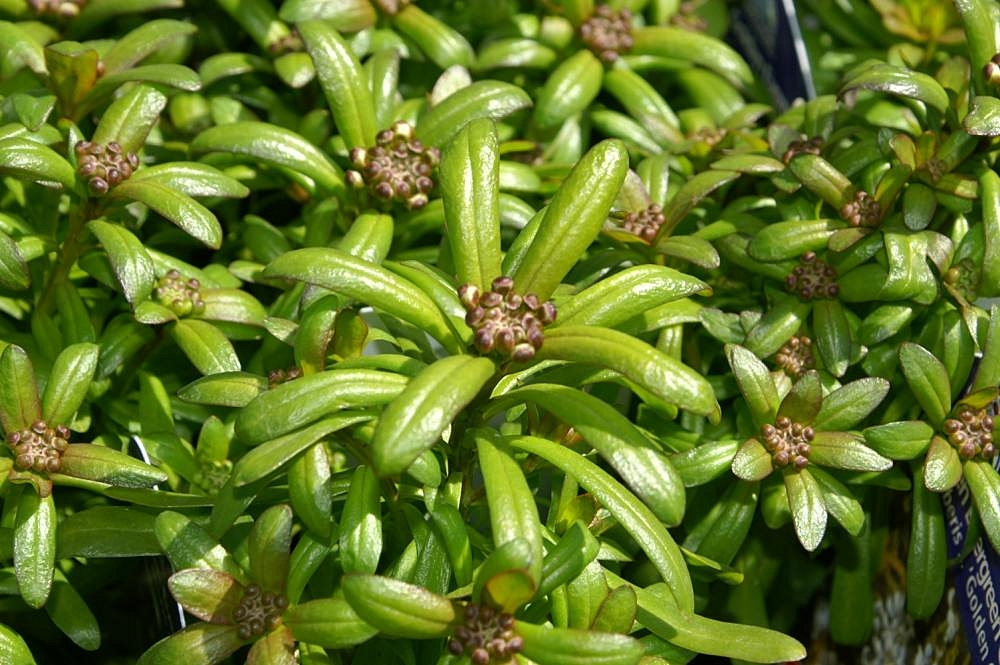
Листя